# Kye Allums
Kye Allums (nacido el 23 de octubre de 1989) es un exjugador de baloncesto universitario del equipo femenino de la Universidad George Washington que en 2010 se declaró transgénero, convirtiéndose en el primer atleta universitario de la División I de la NCAA abiertamente transgénero.Allums es un defensor de los derechos transgénero, orador público, artista y mentor de jóvenes LGBT.

## Vida personal
Allums se graduó de la escuela secundaria Centennial High School en Circle Pines, Minnesota, Estados Unidos. Jugó tres temporadas como guardia en el equipo de baloncesto femenino de la Universidad George Washington, los George Washington Colonials. Los compañeros de equipo de Allums lo llamaban "Kay-Kay". Allums comenzó a decirle a la gente que lo llamara "Kye". Se declaró transgénero en 2010. Le dijo al sitio web deportivo Outsports: "mi sexo biológico es femenino, lo que me convierte en un hombre trans".
En mayo de 2011, GWU anunció que Allums había decidido dejar el equipo de baloncesto de GWU. Se graduó de la Universidad George Washington en 2011 con una licenciatura en Bellas Artes.
En 2014, en una entrevista con ESPN, Allums dijo que había intentado suicidarse.

## Estadísticas de Kye Allum
Leyenda
- GP = Partidos jugados
- GS = Partidos iniciados
- MPG = Minutos por partido
- FG% = Porcentaje de tiros de campo
- 3P% = Porcentaje de tiros de campo de 3 puntos
- FT% = Porcentaje de tiros libres
- RPG = Rebotes por partido
- APG = Asistencias por partido
- SPG = Robos por partido
- BPG = Tapones por partido
- PPG = Puntos por partido
- Bold = Máximo profesional

| Año     | Equipo     | GP | Puntos | FG%  | 3P%  | FT%  | RPG | APG | SPG | BPG | PPG |
| ------- | ---------- | -- | ------ | ---- | ---- | ---- | --- | --- | --- | --- | --- |
| 2008-09 | Kye Allums | 11 | 35     | 28.6 | 18.8 | 38.1 | 2.2 | 1.3 | 0.2 | 0.1 | 3.2 |
| 2009-10 | Kye Allums | 26 | 193    | 37.8 | 37.1 | 75.0 | 4.6 | 1.1 | 0.8 | 0.2 | 7.4 |
| 2010-11 | Kye Allums | 8  | 54     | 47.4 | 30.0 | 63.2 | 3.4 | 0.6 | 0.6 | 0.3 | 6.8 |
| Career  | Kye Allums | 45 | 282    | 37.7 | 32.7 | 62.5 | 3.8 | 1.0 | 0.6 | 0.2 | 6.3 |

## Defensa de derechos
Allums comenzó a viajar por todo el país para hablar sobre la vida como persona transgénero. Visita escuelas secundarias, colegios y universidades para hablar sobre la comunidad transgénero y sobre cómo es posible ser transgénero y jugar en un equipo. Brinda consejos sobre cómo enfrentar a los acosadores cuando se es transgénero.
Protagonizó el documental The T Word de Laverne Cox. La película sigue a jóvenes transgénero y explica por lo que pasan.
Allums produjo un proyecto llamado "I Am Enough", que alienta a otras personas LGBTQ a salir y hablar sobre sus experiencias. El proyecto permite a las personas enviar sus historias, mostrando así a las personas que comparten los mismos problemas que no están solas.
En 2015, fue incluido en el Salón Nacional de la Fama del Deporte Gay y Lésbico.

## Obra publicada
Allums publicó un libro llamado ¿Quién soy yo?, que incluye poemas y cartas que escribió sobre sus padres y sobre sí mismo.